# 자넷 랜드가드
자넷 랜드가드(Janet Landgard, 1947년 12월 2일 ~ )는 미국의 배우, 텔레비전 배우, 영화배우이다.

## 영화
- 랜드 레이더스 (1970년)
- 애증의 세월 (1968년)
- 도나 리드 쇼 (1958년)